# Hoàng Minh Chính
Hoàng Minh Chính (16 tháng 11 năm 1920 – 7 tháng 2 năm 2008) là một nhân vật bất đồng chính kiến người Việt Nam, cựu Tổng thư ký Đảng Dân chủ Việt Nam và nguyên là Viện trưởng Viện Triết học Mác-Lênin (Marx-Lenin).

## Tiểu sử
Hoàng Minh Chính tên thật là Trần Ngọc Nghiêm, bí danh Lê Hồng, sinh ở huyện Nam Trực, tỉnh Nam Định, tham gia cách mạng từ năm 1937. Ông vào Đảng Cộng sản Đông Dương vào năm 1939.
Tháng 10 năm 1940 ông bị thực dân Pháp bắt, đưa ra toà án binh xét xử 10 năm tù biệt xứ, 10 năm khổ sai. Năm 1943, nhân đế quốc Pháp chuyển tù nhân từ Sơn La về Hoả Lò để đưa đi Côn Đảo, ông đã cùng những người khác tổ chức vượt ngục. Ra ngoài, ông đã bắt được liên lạc với tổ chức để tiếp tục hoạt động và sau đó tham gia Đại hội Quốc dân ở Tân Trào.
Trong kháng chiến chống Pháp, năm 1946 ông chịu trách nhiệm đánh Trường bay Gia Lâm, rồi lên Việt Bắc đảm nhận nhiều công tác đoàn thể, sau hòa bình về Hà Nội tiếp tục làm công tác đoàn thể.
Năm 1947, ông làm Bí thư Đảng đoàn Trung ương Đảng kiêm Tổng Thư ký Đảng Dân chủ Việt Nam.
Năm 1948 ông được cử sang phụ trách Thanh vận Trung ương, làm Ủy viên Thường vụ Trung ương Đoàn khóa 1, rồi Bí thư Đoàn Thanh niên Cứu quốc khóa 2, rồi làm Tổng Đoàn trưởng Đoàn Thanh niên Việt Nam, Tổng Thư ký Hội Liên hiệp Thanh niên Việt Nam. Ông từng dẫn đầu các đoàn đại biểu Thanh niên sinh viên Việt Nam đi dự các đại hội Festival Quốc tế.
Ông đã từng giữ những chức vụ cao trong bộ máy nhà nước như: Phó Chủ nhiệm Trường Đảng Nguyễn Ái Quốc, Viện trưởng Viện Triết học Mác-Lênin.
Năm 1957, ông được cử làm trưởng đoàn Cán bộ cao cấp của Trung ương sang học tại trường Đảng Cao cấp của Liên Xô.
Năm 1961, ông về công tác tại Ủy ban Khoa học nhà nước, làm Viện trưởng Viện Triết học Mác-Lênin, thuộc Ủy ban Khoa học Xã hội.
Năm 1967, Đảng Cộng sản Việt Nam đã khai trừ ông ra khỏi đảng vì ông thuộc số những người theo chủ nghĩa xét lại, không tán thành Nghị quyết 9 của Đảng Cộng sản Việt Nam. Và muốn thay đổi theo đường lối Đệ tứ Cộng sản.
Năm 1967–1973, chính quyền Việt Nam Dân chủ Cộng hòa đưa ông đi tập trung cải tạo. Ông là một trong những nhân vật chính trong Vụ án Xét lại Chống Đảng.
Năm 1973–1976, ông bị quản chế tại Sơn Tây.
Tháng 6 năm 1995 đến tháng 6 năm 1996, chính quyền bắt giữ và xét xử theo pháp luật Việt Nam, ông bị tù 1 năm với tội trạng "lợi dụng các quyền tự do, dân chủ xâm phạm lợi ích Nhà nước, tổ chức xã hội và công dân". Tổng cộng ông đã bị 3 lần tù đày, gần 20 năm trời giam giữ và quản chế.
Sau khi ra tù, ông vẫn tiếp tục viết đơn thư khiếu nại, vận động, yêu cầu Đảng và chính quyền Việt Nam "giải oan" cho vụ án "nhóm Xét lại chống Đảng"; tuyên truyền phát tán tài liệu, vận động người tham gia góp ý cho bản dự thảo "Thách thức và triển vọng".
Tháng 4 năm 1998, ông cùng với Lê Hồng Hà bàn việc chuyển hướng hoạt động sang đấu tranh với mục đích thành lập "Hội nhân dân chống tham nhũng".
Ngày 16 tháng 1 năm 2000, ông gửi thư ngỏ cho Tổng thống Hoa Kỳ, nói rằng ở Việt Nam chưa có tự do báo chí, tự do ngôn luận..., những vấn đề mà Mỹ có thể can thiệp.
Tháng 8 năm 2005, ông sang Mỹ chữa bệnh, diễn thuyết nhiều lần, công khai phê phán Đảng Cộng sản Việt Nam và chính quyền Việt Nam.
Ngày 28 tháng 9 năm 2005, ông đến phát biểu tại Đại học Harvard về đề tài dân chủ cho Việt Nam.
Ngày 29 tháng 9 năm 2005, ông ra điều trần trước Ủy ban Đối ngoại Hạ viện Hoa Kỳ để, như ông nói, "nêu ra những vụ đàn áp tôn giáo, khủng bố tàn bạo" ở Việt Nam, ông kiến nghị với Quốc hội Hoa Kỳ làm mạnh tay hơn nữa, không để Việt Nam nói một đằng, làm một nẻo."
Sau đó, ông giữ vai trò quan trọng trong các hoạt động của những người bất đồng chính kiến: vận động lấy chữ ký đòi hủy bỏ điều 4 của Hiến pháp Việt Nam và nghị định số 31/CP, tìm cách phát triển lực lượng, cùng với Phạm Quế Dương, Trần Khuê và những nhân vật bất đồng chính kiến khác, viết đơn và kêu gọi thành lập Hội nhân dân chống tham nhũng.
Ông nhiều lần cùng các nhân vật bất đồng chính kiến khác tổ chức gặp mặt nhằm công khai tổ chức, và tái lập Đảng Dân chủ cùng nhiều hoạt động khác. Ông cũng đã soạn một số tài liệu gửi ra nước ngoài cho một số tổ chức nhân quyền, trả lời phỏng vấn về tình hình dân chủ, nhân quyền, tự do tôn giáo ở Việt Nam.
Ông cho rằng học thuyết của Karl Marx và Friedrich Engels có sai sót cơ bản và trong việc thực hiện ở các quốc gia cộng sản đã có sai lầm nghiêm trọng – chủ nghĩa mà có thời ông, trên cương vị Viện trưởng Viện Triết học Mác-Lênin, đã tuyên truyền và ca ngợi.
Những bài viết về ông đã thu hút sự quan tâm của báo chí trong và ngoài Việt Nam.
Ngày 1 tháng 6 năm 2006, ông ra tuyên bố khôi phục hoạt động Đảng Dân chủ. Tuy nhiên, theo ông Huỳnh Văn Tiểng, nguyên uỷ viên Thường vụ Đảng Dân chủ Việt Nam từ năm 1944 đến năm 1988, thì:
- "Bản thân ông Chính đã bị khai trừ khỏi Đảng Dân chủ từ lâu; khi không được sự đồng tình của số đông cựu đảng viên ông không có quyền và không đủ tư cách đứng ra khôi phục Đảng".[9]
- "Đảng Dân chủ hiện nay mà ông Hoàng Minh Chính lên tiếng 'khôi phục' thì về bản chất đã khác Đảng Dân chủ từng tồn tại từ năm 1944 đến 1988".[10]

Ông bị bệnh ung thư. Trước khi mất ông viết một "Tâm thư đầu năm Mậu Tý" (2008) gửi lãnh đạo Nhà nước Việt Nam.
Ông qua đời ngày 7 tháng 2 năm 2008 (mồng một Tết Mậu Tý) tại Bệnh viện Hữu nghị, Hà Nội. Tro hài cốt của Ông được an táng tại Khu A (Khu Cán bộ), Nghĩa trang Thanh Tước, Hà Nội.

## Gia đình
Ông là anh em cọc chèo với Vũ Quang, nguyên Ủy viên Ban Chấp hành Trung ương, Trưởng ban Ban Đối ngoại Trung ương Đảng Cộng sản Việt Nam; Bí thư Thứ nhất Ban Chấp hành Trung ương Đoàn Thanh niên Lao động Việt Nam (nay là Đoàn Thanh niên Cộng sản Hồ Chí Minh).

## Phát biểu
- "Đất nước ta đứng ở đáy nhân loại trên mọi bình diện"[13]
- "Nhân dân Việt Nam hiện nay đang trong cơn quằn quại rũ bỏ ách nô lệ thâm căn cố đế nội xâm, đã tìm thấy trong chính sách hỗ trợ tự do dân chủ của Hoa Kỳ một sức mạnh vô giá cho cuộc đấu tranh sống còn của mình"[13]
- "Các đầu tư phát triển quốc tế (FDI) và viện trợ phát triển (ODA) chẳng qua thực chất là làm đầy túi tham của đảng và chính quyền"[14]

## Vinh danh
Năm 2007, ông được Mạng lưới Nhân quyền Việt Nam trao tặng Giải thưởng Nhân quyền Việt Nam, cùng với hai nhân vật bất đồng chính kiến khác là luật sư Lê Thị Công Nhân và luật sư Nguyễn Văn Đài.